# Oswald Reszke
Oswald Adolfowicz Reszke (ros. Освальд Адольфович Решке; ur. 27 września 1883 w Kijowie, zm. w sierpniu 1919 lub później) – oficer Armii Imperium Rosyjskiego, olimpijczyk dyscypliny strzelectwo sportowe.

## Życiorys
W 1910 roku porucznik 8 Syberyjskiego Pułku Strzelców wchodzącego w skład 2 Syberyjskiej Dywizji Strzeleckiej. W armii rosyjskiej dosłużył się stopnia podpułkownika. Był w sierpniu 1919 szefem sztabu grupy kijowskiej w Armii Czynnej Ukraińskiej Republiki Ludowej, a jego dalsze losy pozostają nieznane. 
Uczestnik Letnich Igrzysk Olimpijskich 1912, na których wystartował w trzech konkurencjach. Najwyższe miejsce zajął w karabinie wojskowym w trzech postawach z 300 m, w którym uplasował się na 47. pozycji (startowało 91 zawodników). Ponadto był na 58. miejscu w karabinie wojskowym w dowolnej postawie z 600 m i na 73. lokacie w karabinie dowolnym w trzech postawach z 300 m.

## Wyniki

### Igrzyska olimpijskie
| Igrzyska       | Konkurencja                              | Wynik                  | Miejsce | Źródło |
| -------------- | ---------------------------------------- | ---------------------- | ------- | ------ |
| Sztokholm 1912 | Karabin dowolny, trzy postawy, 300 m     | 699 pkt. (277–252–170) | 73      | [ 3 ]  |
| Sztokholm 1912 | Karabin wojskowy, trzy postawy, 300 m    | 78 pkt. (43–35)        | 47      | [ 4 ]  |
| Sztokholm 1912 | Karabin wojskowy, dowolna postawa, 600 m | 71 pkt.                | 58      | [ 2 ]  |